# Relation de voyage (Chine)
La relation de voyage (youji, chinois 遊記), ou littérature de relation de voyage (youji wenxue, chinois 遊記文學) est un genre littéraire qui est en Chine pratiqué principalement sous les dynasties Tang, Song et Ming.
Le genre de la relation de voyage se caractérise par le fait de relater un voyage qui peut aussi bien être une excursion faite dans la journée qu'un voyage à l'étranger, généralement à la manière d'un journal, avec une attention particulière portée aux sites géographiques ou historiques et une forte présence du point de vue personnel de l'auteur.
Les troubles de la période des dynasties du Nord et du Sud conduisent les lettrés à se détacher des réalités sociales et à chercher refuge en des lieux retirés. Apparaît ainsi un sentiment esthétique nouveau envers les paysages (sanshui), favorisé en outre par l'influence du bouddhisme. À cette époque fleurit ainsi une poésie de paysage, et les sentiments qui s'y expriment face à la nature irriguent aussi d'autres genres littéraires, en prose. Le moine Huiyuan (334-416), retiré sur le mont Lu, et le poète Xie Lingyun (385-433), auteur de Chroniques de voyages aux monts célèbres, peuvent être ainsi considérés comme des précurseurs de la relation de voyage, suivis de Yuan Jie (zh) (719-772).

## Dynastie Tang
Sous les Tang, Liu Zongyuan est généralement considéré comme le véritable créateur du genre de la relation de voyage. Ses Huit relations de Yongzhou sont un chef-d'œuvre. Le poète Bai Juyi peut lui être comparé pour la qualité, avec sa Chaumière sur le mont Lu. Li Ao pour sa part est le premier à écrire une relation de voyage sous forme de journal.

## Dynastie Song
Sous les Song la facilité des déplacements, l'accroissement du nombre de fonctionnaires, qui changent de poste tous les trois ans, et le développement d'une littérature à la teneur plus personnelle expliquent que le genre de la relation de voyage soit plus largement pratiqué par les auteurs. Les relations de voyage des Song peuvent se diviser en trois grandes catégories. Une première catégorie est celle de la relation d'une excursion faite dans la journée, vers un lieu généralement célèbre. De nombreux écrivains s'y sont essayés, les plus connus étant Wang Anshi et Su Shi.
La deuxième catégorie relate des voyages de plus longue durée, et est le fait généralement de fonctionnaires en voyage officiel. Lu You, avec la relation de son voyage du Zhejiang au Sichuan sur le Yangzi Jiang en 1170, et Fan Chengda, avec la relation de son voyage sur le Yangzi Jiang depuis le Sichuan jusqu'à Suzhou en 1177, en sont les deux principaux représentants. Ces voyages le long d'une rivière, généralement de longue durée, permettent aux auteurs non seulement de décrire des sites célèbres, mais aussi de s'intéresser à des sujets tels que l'économie locale ou les contes populaires.
En une époque où les Liao, les Tangoutes et les Jurchens (ou Jin) se faisaient menaçants, la troisième catégorie est celle des relations faites à l'occasion d'une ambassade auprès de ces peuples. La relation d'une mission diplomatique à la capitale des Jin (actuelle Pékin) en 1170 par Fan Chengda en est l'une des plus connues.

## Dynastie Ming
De nombreux écrivains ont écrit des relations de voyage sous les Ming, Yuan Hongdao (1568-1610) étant un modèle en la matière.
Xu Xiake (1586-1641) est cependant le plus prolifique et le plus connu de tous les écrivains voyageurs chinois. Géographe et explorateur, il consacre sa vie à explorer la Chine en tous sens pendant presque quarante ans.
Le genre se perpétue sous la dyanstie Qing et au XXe siècle, bien que les relations faites par les modernes géographes, explorateurs ou ethnographes le marginalisent.

## Traduction en français
- Les Formes du vent. Paysages chinois en prose, trad. Martine Vallette-Hémery, Le Nyctalope, 1987, réédition Albin Michel, « Spiritualités vivantes », 2007.